# Dravidoseps kalakadensis
Dravidoseps kalakadensis — вид сцинкоподібних ящірок родини сцинкових (Scincidae). Ендемік Індії. Описаний у 2024 році.

## Поширення і екологія
Dravidoseps kalakadensis відомі з кількох місцевостей, розташованих на східних схилах Західних Гат в штаті Тамілнад. Вони живуть в сухих і вологих листяних тропічних лісах, на висоті від 200 до 400 м над рівнем моря.